# 40. вечити дерби у фудбалу
40. вечити дерби у фудбалу је фудбалска утакмица одиграна у Београду 26. марта 1967. године, између Црвене звезде и Партизана. Утакмица се завршила резултатом 3 : 2 (2 : 2) за Црвену Звезду.